# Cottura sottovuoto

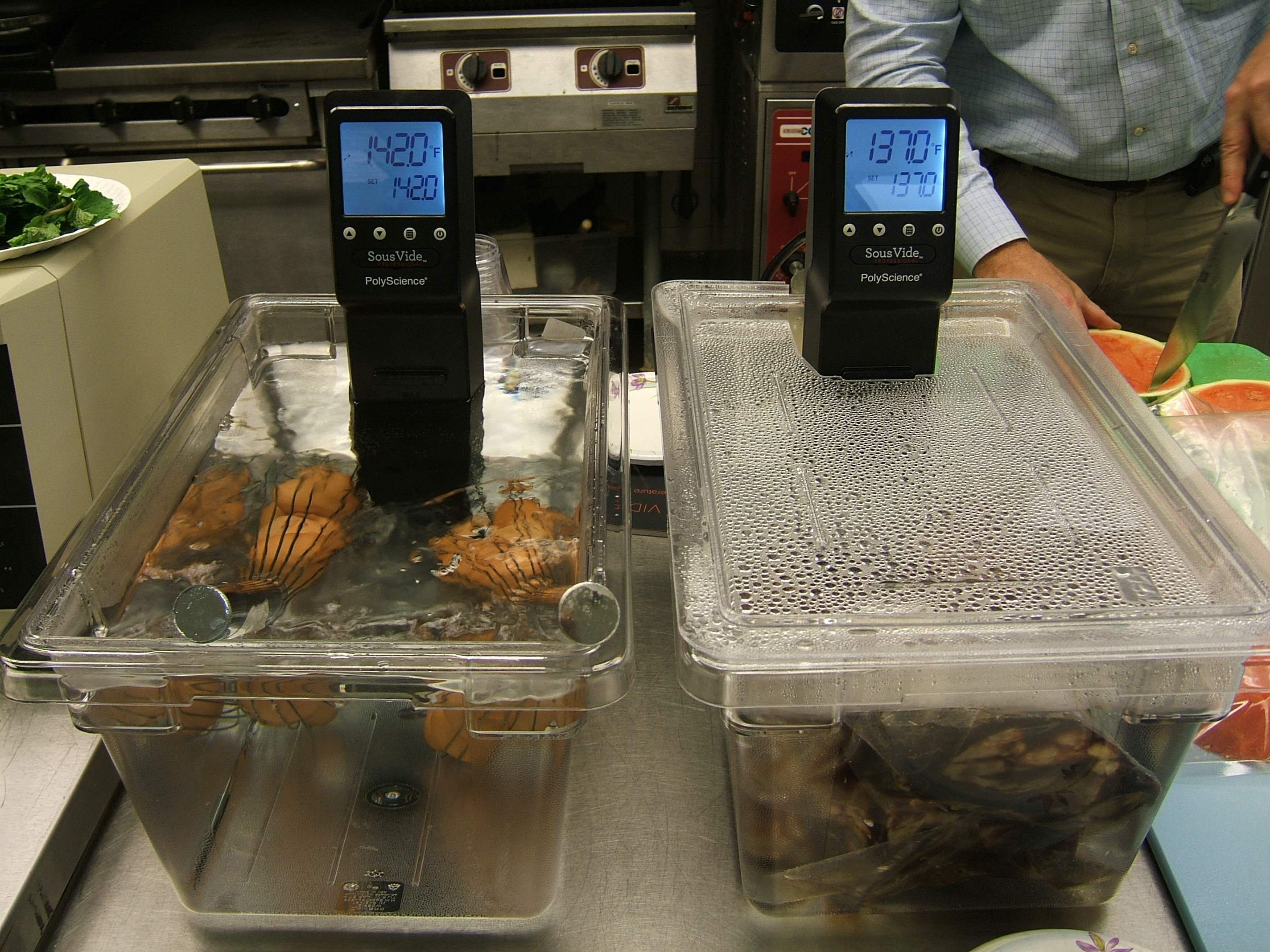
Cottura sottovuoto

La cottura sottovuoto (in francese sous vide), anche chiamata cottura a bassa temperatura, è una tecnica di cottura moderna che consiste nel cuocere gli alimenti all'interno di uno speciale sacchetto, progettato appositamente per resistere a una prolungata esposizione al calore senza rilasciare sostanze dannose per la salute.
L'alimento viene confezionato nel sacchetto utilizzando una particolare macchina, composta da una camera a vuoto e una barra saldante che sigilla il sacchetto alla fine del ciclo di vuoto. Questa macchina, grazie a una pompa a vuoto collegata alla camera, è in grado di ridurre la pressione atmosferica al di sotto dei 10 millibar, confezionando quindi l'alimento in quasi totale assenza di aria.
Dopo il confezionamento, il sacchetto viene immerso in un bagno d'acqua, mantenuta a temperatura controllata e in costante movimento da un termocircolatore a immersione. Le temperature utilizzate nella cottura sottovuoto sono sempre inferiori ai 100 °C a seconda del tipo e delle caratteristiche organolettiche dell'alimento, con tempi di cottura nettamente più lunghi rispetto alle cotture tradizionali che possono variare da 1 ora fino a 48 ore consecutive.
In base alle temperature e ai tempi di cottura, si distinguono diversi tipi di cottura sottovuoto:
- Cotture a basse temperature con tempi prolungati (LTLT: Low Temperature, Long Time)
- Cotture a temperature più alte con tempi brevi (HTST: High Temperature, Short Time)
- Cotture a temperature più alte con tempi prolungati (HTLT: High Temperature, Long Time)
- Cotture a basse temperature con  tempi brevi (LTST: Low Temperature, Short Time)

Questa tecnica permette di cucinare uniformemente il cibo, in modo che non vi siano differenze di cottura tra la parte interna e quella esterna (che nelle cotture tradizionali è sempre troppo cotta), oltre che trattenere l'umidità naturale dell'alimento.
Questo metodo, descritto per la prima volta dal conte di Rumford Benjamin Thompson nel 1799, venne ripreso da Georges Pralus a fine anni 1970 e adottato nel ristorante "Troisgros" a Roanne, in Francia. Pralus scoprì che il foie gras cotto usando questo metodo manteneva il suo aspetto originale, non perdeva quantità eccessive di grasso e aveva una consistenza migliore. Un altro pioniere della tecnica del sous vide fu Bruno Goussault che studiò gli effetti della temperatura sui vari tipi di alimenti e divenne famoso per istruire grandi chef su questo metodo. Goussault definì anche i parametri di tempo di cottura per i vari tipi di alimenti.
Il metodo sous-vide viene usato in vari ristoranti di categoria in tutto il mondo. Sono stati messi in commercio elettrodomestici che permettono la cottura sous vide.
Il batterio Clostridium botulinum può svilupparsi e proliferare sugli alimenti in assenza di ossigeno, producendo la mortale tossina botulinica ed è per questo motivo che i cibi preparati con la cottura sottovuoto e non immediatamente consumati devono essere realizzati in condizioni di assoluto controllo, per evitare l'avvelenamento da tossina botulinica.
Ulteriori approfondimenti sul metodo sous-vide mettono in luce come questa tecnica, oltre a garantire una cottura uniforme e una perfetta conservazione dei nutrienti e degli aromi, offra un controllo termico estremamente preciso che esalta la qualità degli alimenti. Allo stesso tempo, viene evidenziato che i lunghi tempi di cottura e il notevole investimento iniziale in attrezzature specifiche rappresentano degli aspetti critici, da considerare unitamente alla necessità di un rigoroso rispetto delle norme igienico-sanitarie per prevenire rischi di contaminazione. Queste considerazioni integrative, che completano la descrizione tecnica tradizionale del sous-vide, sono state approfondite nell’articolo “Cottura a Bassa Temperatura: Vantaggi e Svantaggi del Metodo Sous-Vide”